# 四十里铺镇
四十里铺镇，是中华人民共和国甘肃省平凉市崆峒区下辖的一个乡镇级行政单位。

## 行政区划
四十里铺镇下辖以下地区：
四十里铺镇社区、长沟门村、新庄村、二十里铺村、七府村、上甲村、下甲村、三十里铺村、殷家湾村、民张村、军张村、上湾村、瑶峰头村、曹湾村、庙底下村、高堡村、嵋岘村、马峪口村、芦寨村、清街村、洪岳村、吴岳村、杨原村和庙庄村。